# Amt Teterow-Land

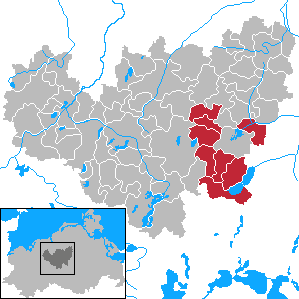
Amt Teterow-Land im ehemaligen Landkreis Güstrow

Im Amt Teterow-Land im ehemaligen Landkreis Güstrow in Mecklenburg-Vorpommern, das seit 1992 existierte, waren die neun Gemeinden Alt Sührkow, Bristow, Bülow, Dahmen, Dalkendorf, Groß Roge, Groß Wokern, Hohen Demzin und Warnkenhagen zur Erledigung ihrer Verwaltungsgeschäfte zusammengeschlossen. Der Amtssitz befand sich in der nicht amtsangehörigen Stadt Teterow. Am 13. Juni 2004 wurde das Amt Teterow-Land aufgelöst und die Gemeinden zusammen mit den Gemeinden des ebenfalls aufgelösten Amtes Jördenstorf in das neue Amt Mecklenburgische Schweiz überführt.